# Lina Esco
Pour les articles homonymes, voir Esco.
Lina Esco, née le 14 mai 1985 en Floride à Miami, est une actrice, réalisatrice, scénariste, productrice et activiste américaine.

## Biographie
Elle a décroché son premier rôle en 2005, dans le film anglo-américain London, où elle joue Kelly. Puis elle a eu différents rôles dans des séries télévisées ainsi qu'au cinéma.
En 2014, elle écrit, réalise, produit et joue dans son premier long métrage, Free the Nipple.
En 2016, elle apparaît dans une relation lesbienne dans le vidéoclip de plus de 30 minutes, Fairy Dust (en) de Tove Lo.
De 2017 à 2022, elle joue le rôle de Christina "Chris" Alonso, une femme officier du SWAT de Los Angeles, aux côtés entre autres de Shemar Moore et Kenny Johnson, dans la série de CBS intitulée S.W.A.T.

### Activisme
Lina Esco est aussi une activiste, elle est impliquée dans de nombreuses fondations et organisations, comme le Dolphin Project et lutte principalement pour la sauvegarde des baleines et des dauphins.
Elle est également connue pour son implication pour les droits des femmes et dans la campagne Free the Nipple, qui lui a par ailleurs inspiré son long métrage dont le titre n'est rien d'autre que : Free the Nipple. En 2018, elle a fait campagne pour faire annuler la condamnation pour meurtre de Cyntoia Brown.

## Filmographie

### Comme actrice
- 2005 : London : Kelly
- 2006 : CSI: NY (série télévisée) : Angie Watson
- 2007 : Cane (série télévisée) : Katie Vega
- 2008 : Heroes: Destiny (mini-série) : Elisa
- 2008 : The Evening Journey (court métrage) : Marla
- 2009 : Drop Dead Diva (série télévisée) : Lina Martinez Saison 1 épisode 13/13 "Le souffle de cupidon"
- 2009 : CSI: Crime Scene Investigation (série télévisée) : Angela Paulson
- 2010 : Kingshighway : Lena Capriolini
- 2010 : 15 Minutes (téléfilm)
- 2011 : Where the Road Meets the Sun : Natasha
- 2011 : Low Fidelity : Melena
- 2012 : LOL : Janice
- 2014 : Free the Nipple : With
- 2014 : Open (téléfilm) : Gina
- 2015 : The Lonely Whale (court métrage) : Unhelpful Bystander
- 2015 : Exit Strategy (téléfilm) : Mia Hendricks
- 2016 : Fairy Dust : Lorna
- 2016 : Kingdom (série télévisée) : Ava Flores
- 2016 : Flaked (série télévisée) : Kara
- 2017 : Full-Dress : Casey
- 2017-2022: S.W.A.T. (série télévisée) : Christina "Chris" Alonso
- 2021 :  Doors : Becky
- 2025 : RIP de Joe Carnahan

### Comme réalisatrice, productrice ou scénariste
| année | titre                     | réalisatrice | productrice | scénariste | notes         |
| ----- | ------------------------- | ------------ | ----------- | ---------- | ------------- |
| 2010  | The Cove: My Friend is... |              | Oui         |            | court métrage |
| 2014  | Free the Nipple           | Oui          | Oui         | Oui        | long métrage  |

## Vidéoclip
- 2016 : Tove Lo - Fairy Dust (en) (moyen métrage) : Lorna

## Voix françaises
| en Europe - Anne Tilloy dans S.W.A.T. (84 ép.) - Anouck Hautbois dans Cane (13 ép.) - Audrey Sablé dans - LOL - Kingdom (8 ép.) - Mélanie Dermont (Belgique) dans Flaked (7 ép.) | au Québec - Stéfanie Dolan dans LOL |